# UNTAES
Prijelazna uprava UN-a za istočnu Slavoniju, Baranju i zapadni Srijem poznatija po engleskoj skraćenici UNTAES (od eng. UN Transitional Administration in Eastern Slavonia, Baranja and Western Sirmium) bila je privremena mirovna administracija za područje hrvatskog Podunavlja koja je omogućila mirno okončanje Domovinskog rata na istoku Hrvatske. Prijelaznu upravu je osnovalo Vijeće sigurnosti UN-a rezolucijom broj 1037 od 15. siječnja 1996. time odgovorivši na poziv postignut Erdutskim sporazumom potpisanim 12. studenog 1995. godine.
UNTAES je bio jedna od svega nekolicine misija UN-a tipa prijelazne uprave u povijesti ove organizacije. Prijelazne uprave na određeno razdoblje preuzimaju izravnu i najvišu zakonodavnu i izvršnu vlast na području kojim upravljaju stvarajući protektorat pod upravom UN-a. UN je time izmijenio dotadašnju praksu neuspješne izgradnje mira u Hrvatskoj koja se svodila na očuvanje statusa quo bez postizanja trajnog dogovora. UN je u Podunavlju izravno provodio demilitarizaciju, policijsku reformu, administrativne izmjene, politike izgradnje povjerenja i druge aktivnosti koje najveći broj misija UN-a ne provodi.
Mandat UNTAES završio je 15. siječnja 1998., čimje je okončan proces mirne integracije hrvatskog Podunavlja u ustavno-pravni poredak Republike Hrvatske. Po okončanju misije prijelazne uprave u Podunavlju je do listopada 1998. godine djelovala manja UN-ova policijska misija UNPSG tradicionalnog tipa koja nije vršila izravnu upravu, a od srpnja 1998. pa sve do okončanja misije u prosincu 2007. godine na ovo je područje poseban fokus stavljala i Misija OSCE-a u Hrvatskoj.
Prijelazi upravitelji UNTAES-a bili su američki general Jacques Paul Klein i diplomat William Walker.

## Povijest

### Kontekst osnivanja prijelazne uprave
██ Zapadni dio RSK do Oluje
██ Istočni dio RSK izvan kontrole središnjihe vlasti do okončanja UNTAES uprave
Po okonačnju operacije Oluja u kolovozu 1995. jedini preostali dio teritorija Hrvatske pod kontrolom samoproglašene Republike Srpske Krajine (RSK) bio je odvojeni teritorij Istočne Slavonije, Baranje i zapadnog Srema koji se protezao uz granicu sa Saveznom Republikom Jugoslavijom na Dunavu. U usporedbi s glavninom teritorija na zapadu koji je kontrolirala RSK i koji je prvenstveno surađivao s Republikom Srpskom, odvojeni dio na istoku Hrvatske bio je ekonomski i društveno znatno snažnije povezan i politički je potpunije slijedio vlasti u Beogradu i Novom Sadu. To je stvaralo zabrinutost u međunarodnoj zajedinici da bi hrvatska vojna intervencija na ovom području izazvala reakciju Savezne Republike Jugoslavije (do čega nije došlo u vrijeme Oluje kada do vojne reakcije nije došlo ni u istočnoj Slavoniji) i dovelo do eskalacije neprijateljstava. Odmah po okončanju vojne operacije Oluja predsjednik Sjedinjenih Američkih Država Bill Clinton je dao izjavu kako se treba iznaći „...dugoročan plan za održivo rješenje situacije u Istočnoj Slavoniji ... koje će se temeljiti na hrvatskom suverenittu i principima istaknutim u Planu Z-4”. U isto je vrijeme hrvatska vojska radila pripreme za operaciju Grom od koje se u konačnici odustalo. U dijelu hrvatskog vodstva je postojala začajna sumnja da bi mirovna inicijativa i proces do kojeg bi ona dovela mogla uspješno dovesti do prihvatljivih rezultata.
U razdoblju od kolovoza 1995. do siječnja 1996. godine područje pod kontrolom srpskih snaga funkcioniralo je kao ostatak RSK u kojemu je došlo do značajno povećanog osjećaja nesigurnosti i očekivanja hrvatske vojne intervencije. U istom su se razdoblju predstavnici Sjedinjenih Američkih Država snažno angažirali na mirnom rješenju sukoba u istočnoj Slavoniji čime su uskratili daljnju podršku vojnom pristupu koja je bila značajna u vrijeme Oluje. SAD je smatrao kako su se nakon poraza glavnine RSK storili uvjeti za postizanje mira u Bosni i Hercegovini koji su htjeli postići kao diplomatski uspjeh pred nadolazeće predsjedničke izbore 1996. godine, a što bi bilo ugroženo daljnjim vojnim sukobima. Hrvatsko je vodstvo sa druge strane uvjerovalo svoje sudjelovanje u mirovnim pregovorima u Daytonu iznalaženjem rješenja za istočnu Slavoniju koje bi poštivalo suverenitet i integritet Republike Hrvatske. Temelj za osnivanje UNTAES-a kao prijelazne uprave postavljen je 12. studenog 1995. godine potpisivanjem Temeljnog sporazuma o Istočnoj Slavoniji, Baranji i Zapadnom Srijemu koji je poznatiji kao Erdutski sporazum. Okvirni dogovor koji je vodio potpisivanju sporazuma postignut je na marginama Daytonske mirovne konferencije 1995. godine u čijoj je žiži bilo pitanje okončanja rata u BiH. Sporazumom je dogovorena uspostava prijelazne uprave UN-a koja bi vodila postupnoj mirnoj integraciji područja u sastav Hrvatske dok bi se srpskoj zajednici zajamčila sva manjinska i druga prava.

### Stacioniranje i djelovanje prijelazne uprave
Prijelazna uprava započela je svoje djelovanje u Podunavlju nedugo nakon što je Vijeće sigurnosti UN-a usvojilo Rezoluciju 1043. Određeno je da prijelazna uprava djeluje godinu dana, uz mogućnost produljenja razdoblja za još jedan mandat ukoliko to bar jedna od strana zatraži. Dogovorena je brza demilitarizacija područja tijekom 30 dana od razmještanja međunarodnih snaga i privremene policije, kao i osiguranje povratka izbjeglica i prognanika te da prijelazna uprava organizira funkcioniranje javnih službi. Najkasnije 30 dana prije isteka prijelaznoga razdoblja UNTAES je dobio zadatak provođenja izbore za tijela lokalne vlasti (Hrvatski lokalni izbori 1997.). UNTAES je u kontekstu mandata organizacije lokalne vlasti pomagao srpskoj zajednici u Podunavlju u osnivanju Zajedničkog vijeća općina kao legalnog izabranog lokalnog tijela u hrvatskom ustavno-pravnom sustavu te je donio odluku o osnivanju novih općina kao što su Negoslavci, Trpinja i Markušica.
Glavni tajnik UN-a Boutros Boutros-Ghali u početku je predložio da se za potrebe UNTAES uprave osigura 9300 vojnika dok je uprava u konačnici bila planirana kao sveobuhvatna misija sa dva dijela - vojnim i civilnm - sa 5000 vojnika, 500 pripadnika UNTAES civilne policije i 99 vojnih promatrača. Na vrhuncu stacioniranja u Podunavlju se nalazilo 4849 vojnika, 99 vojnih promatrača i 401 civilni policajac što je bilo blizu dogovorenom i planiranom broju.
Prije stacioniranja UNTAES-a u Podunavlju se već nalazilo 1600 pripadnika belgijskih (Baranja) i ruskih (ostatak Podunavlja) vojnih trupa koje su bile dio UNCRO misije.  U sljedećoj fazi na područje su došli pripadnici mirovnih snaga iz veće broja zemalja dok je kao rijetko kada u povijesti vodeću ulogu planiranju i provedbi UN-ove misije preuzeo SAD.

### Knjige
- Dover, Edwin D. 1998. The Presidential Election of 1996: Clinton's Incumbency and Television. Praeger Publishers. Westport, Connecticut & London. ISBN 0-275-96259-8
- Hanset, Willy. 2001. A Success Story: The United Nations Transitional Authority for Eastern Slavonia.   Victor-Yves Ghebali; Daniel Warner; Emeric Rogier; Marianne Rogier (ur.). The Operational Role of the OSCE in South-Eastern Europe. Routledge. ISBN 9781315190709

### Članci u znanstvenim časopisima
- Goran Bandov; Domagoj Hajduković. 2018. A Contribution to the Research of a Neglected Past – the Peaceful Reintegration of the Croatian Danube Basin – the Role of UNTAES in Peace Restoration (PDF). IFSH (ed.), OSCE Yearbook: 147–164. Pristupljeno 17. srpnja 2022.
- Nikica Barić. 2011. Srpska oblast Istočna Slavonija, Baranja i Zapadni Srijem – od “Oluje” do dovršetka mirne reintegracije hrvatskog Podunavlja (prvi dio) (PDF). Scrinia Slavonica : Godišnjak Podružnice za povijest Slavonije, Srijema i Baranje Hrvatskog instituta za povijest. 11 (1): 393–454. Pristupljeno 17. srpnja 2022.
- Nikica Barić. 2012. Srpska oblast Istočna Slavonija, Baranja i Zapadni Srijem - od “Oluje” do dovršetka mirne reintegracije hrvatskog Podunavlja (drugi dio) (PDF). Scrinia Slavonica : Godišnjak Podružnice za povijest Slavonije, Srijema i Baranje Hrvatskog instituta za povijest. 12 (1): 323–370. Pristupljeno 17. srpnja 2022.
- Bing, Albert. 2007. Put do Erduta-Položaj Hrvatske u međunarodnoj zajednici 1994.-1995. i reintegracija hrvatskog Podunavlja. Scrinia Slavonica. Hrvatski institut za povijest. Zagreb. 7: 371–404
- Albert Bing. Travanj 2016. Sjedinjene Američke Države i reintegracija hrvatskog Podunavlja (PDF). Scrinia Slavonica. Scrinia Slavonica, Vol.8, Hrvatski institut za povijest. 8 (1): 336–365. Pristupljeno 12. rujna 2016.
- Derek Boothby. siječnja–ožujka 2004. The Political Challenges of Administering Eastern Slavonia. Global Governance. Global Governance: A Review of Multilateralism and International Organizations. 10 (1): 37–51 (15 pages). JSTOR 27800508
- Ružica Jakešević. 2012. Mirovne misije Ujedinjenih nacija i rješavanje etničkih sukoba: studija slučaja Istočne Slavonije (PDF). Politička misao : časopis za politologiju. 49 (2). Pristupljeno 17. srpnja 2022.
- Jacques-Paul Klein. 2003. The United Nations Transitional Administration in Eastern Slavonia (UNTAES) (PDF). Proceedings of the ASIL Annual Meeting. Cambridge University Press. 97: 205–209. Pristupljeno 17. srpnja 2022.
- Ivica Miškulin. 2017. Janus i plava kaciga: naftna polja zapadnog Srijema i mirovne operacije Ujedinjenih naroda 1992.-1998 (PDF). Scrinia Slavonica : Godišnjak Podružnice za povijest Slavonije, Srijema i Baranje Hrvatskog instituta za povijest. 17 (1). Pristupljeno 17. srpnja 2022.
- Joško Morić. Travanj 2016. (Ne)željena reintegracija (PDF). Political Analysis. Političke analize, Fakultet političkih znanosti, Sveučilište u Zagrebu. 7 (25): 14–17. Pristupljeno 12. rujna 2016.
- Radovan Pavić. 1996. Problem dijela istočne Hrvatske: UNTAES - nada i realnost (PDF). Politička misao : časopis za politologiju. 33 (4). Pristupljeno 17. srpnja 2022.
- Ivan Šimonović; Ivan Nimac. 1999. UNTAES: A Case Study (PDF). Croatian International Relations Review. 5 (14): 5–10. Pristupljeno 17. srpnja 2022.
- Mirko Savković. Potencijali i ograničenja iskustava UNTAES-a u kontekstu projekcije hrvatske meke moći pri rješavanju međunarodnih sukoba. Tragovi: časopis za srpske i hrvatske teme. 7 (2): 143–169
- Mirko Savković. 2021. Local Media and the Long-term Conflict Transformation: Eastern Slavonia 25 Years since UNTAES (PDF). Peace Human Rights Governance. 5 (2): 185–206. Pristupljeno 17. srpnja 2022.
- Jelena Smoljan. 2003. Socio-economic Aspects of Peacebuilding: Untaes and the Organisation of Employment in Eastern Slavonia (PDF). International Peacekeeping. 10 (2): 27–50. Pristupljeno 17. srpnja 2022.
- Pjerxs Šimunović. 2007. A framework for success: Contextual factors in the UNTAES operation in Eastern Slavonia (PDF). International Peacekeeping. 6 (1): 126–142. Pristupljeno 17. srpnja 2022.
- Ana Holjevac Tuković. 2015. Temeljni sporazum o području istočne Slavonije, Baranje i zapadnog Srijema (Erdutski sporazum) i uvjeti za njegovu provedbu (PDF). Časopis za suvremenu povijest. 47 (3): 617–634. Pristupljeno 17. srpnja 2022.
- Ana Holjevac Tuković. 2021. THE ROLE OF FRANJO TUĐMAN IN THE PROCESS OF PEACEFUL REINTEGRATION OF THE CROATIAN DANUBE REGION (PDF). Revue für kroatische Geschichte = Revue d'histoire croate. 17 (1). Pristupljeno 17. srpnja 2022.

### Enciklopedije
- Ramsbotham, Oliver; Woodhouse, Tom. 1999. Encyclopedia of International Peacekeeping Operations. ABC-CLIO. Santa Barbara, California. ISBN 0874368928
- Hrvatska enciklopedija (LZMK): Erdutski sporazum

### Doktorski i drugi završni radovi
- Hayball, Harry Jack. Travanj 2015. Serbia and the Serbian Rebellion in Croatia (1990-1991) (PDF) (Doctor of Philosophy). Goldsmiths College. Pristupljeno 4. srpnja 2020.
- Kasunić, Sandra. 2018. Pragmatic peace : the UNTAES peacekeeping mission as example for peaceful reintegration of occupied multiethnic territories (Masters' Thesis). Sveučilište u Zagrebu. Pristupljeno 17. srpnja 2022.
- Smoljan, Jelena. 2004. Socio-economic aspects of peacebuilding : UNTAES and the reintegration of Eastern Slovenia, 1996-2000 (Thesis). Sveučilište u Oxfordu. Pristupljeno 17. srpnja 2022.

## Vanjske poveznice
- Stranice UNTAES-a